# Клеймо (иконопись)

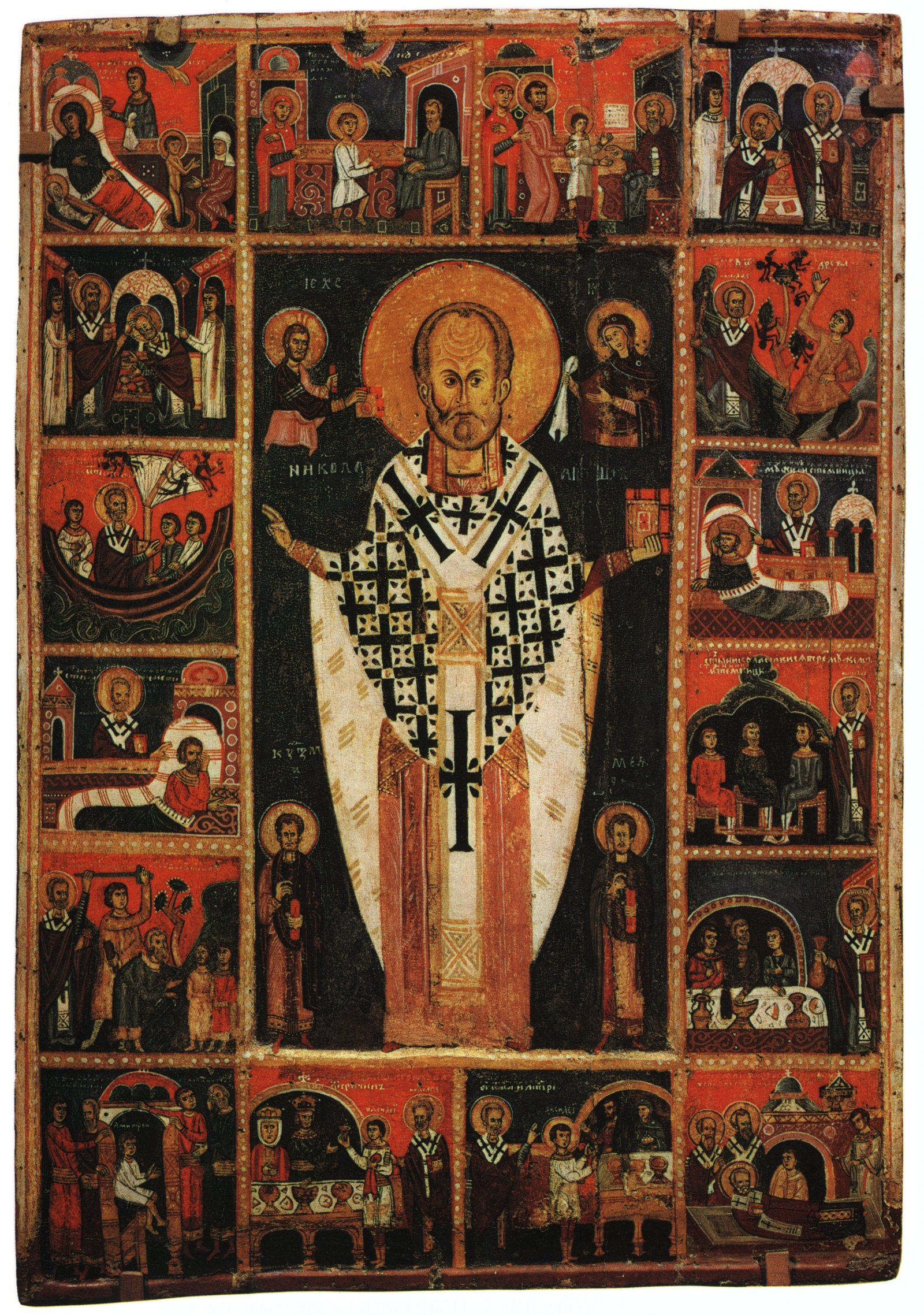
Икона Святой Николай Чудотворец с житием, XIV век, Русский музей

Клеймо — в иконописи сюжетно и композиционно самостоятельная часть иконы обычно прямоугольной формы, изображающая сцены, развивающие или поясняющие сюжет центральной композиции.
Чаще всего клейма располагаются на полях иконы, окружая ковчег со средником. Как правило, клейма читаются по часовой стрелке, начиная с находящегося в левом верхнем углу.
С IX века в Византии появляется новая форма икон — т. н. «житийные иконы»: в средней части изображается святой, а на полях в отдельных небольших по размеру законченных композициях (клеймах) — сцены из жизни этого святого. Из Византии житийные иконы попали в Италию, на Балканы, Русь и Кавказ.
Например, икона святого Николая содержит клейма: Рождество, Крещение (отрок в купели), приведение во учение, поставление в диаконы, иереи и епископы, «посечение древа» (святой с топором и дерево), чудо о ковре, явление (царю Константину и трем мужам), избавление (Василия, Дмитрия), преставление.